# Murston
Murston est un village anglais situé dans le comté de Kent.